# Пиндюр, Иван Максимович
Ива́н Макси́мович Пиндю́р (23 апреля 1905, город Баку, Российская империя — 29 августа 1938) — советский партийный деятель, 2-й секретарь Донецкого обкома КП(б)У. Депутат Верховного Совета СССР 1-го созыва. Входил в состав особой тройки НКВД СССР.

## Биография
Родился в семье рабочего-машиниста. В 1916 году окончил городское начальное училище в городе Баку. В 1916—1918 г. — ученик Бакинского высшего начального училища, в 1918—1919 г. — ученик Ардатовского высшего начального училища Нижегородской губернии. В 1919 году вступил в комсомол.
В октябре — декабре 1919 г. — секретарь, а в декабре 1919 — апреле 1920 г. — председатель Ардатовского городского комитета комсомола (РКСМ) Нижегородской губернии. В апреле — октябре 1920 г. — заведующий редакционно-издательского и политпросветительского отделов Ардатовского уездного комитета комсомола (РКСМ). В октябре 1920 — ноябре 1922 г. — заведующий политпросветительского отдела Починковского уездного комитета комсомола (РКСМ) Нижегородской губернии.
Член РКП(б) с ноября 1921 года.
В ноябре 1922 — июне 1923 г. — секретарь Починковского уездного комитета комсомола (РКСМ) Нижегородской губернии. В июне 1923 — ноябрь 1924 г. — секретарь Павловского уездного комитета комсомола (РКСМ) Нижегородской губернии.
В ноябре 1924 — апреле 1925 г. — заместитель заведующего політпросвітницького отдела Нижегородского губернского комитета комсомола (РЛКСМ). В апреле 1925 — апреле 1926 г. — заведующий школьного отдела Нижегородского губернского комитета комсомола (ВЛКСМ). В апреле 1926 — апреле 1928 г. — заведующий політпросвітницького отдела Нижегородского губернского комитета комсомола (ВЛКСМ).
В апреле 1928 — январе 1929 г. — заместитель заведующего отделом агитации и пропаганды Канавинского районного комитета ВКП(б) Нижегородской губернии.
В январе 1929 — апреле 1930 г. — ответственный секретарь Нижегородского краевого комитета комсомола (ВЛКСМ).
В апреле 1930 — июне 1932 г. — секретарь партийного комитета ВКП(б) Нижегородского машиностроительного завода «Двигатель революции».
В июне 1932 — марте 1934 г. — заведующий организационного отдела, в марте 1934 — марте 1935 г. — заместитель секретаря, а в марте 1935 — августе 1937 г. — 2-й секретарь Горьковского городского комитета ВКП(б) и, одновременно, заведующий отделом партийных кадров Горьковского городского комитета ВКП(б).
В августе — сентябре 1937 г. — в распоряжении Донецкого областного комитета КП(б)У. В сентябре 1937 года — заведующий отделом руководящих партийных органов Донецкого областного комитета КП(б)У.
В сентябре 1937 — апреле 1938 г. — 2-й секретарь Донецкого областного комитета КП(б)У. Этот период отмечен вхождением в состав особой тройки, созданной по приказу НКВД СССР от 30.07.1937 № 00447 и активным участием в сталинских репрессиях.
8 апреля 1938 года арестован. 29 августа 1938 года расстрелян.